# Pop gotico
Il pop gotico (in inglese gothic pop, spesso abbreviato in goth pop o goth-pop) è un genere che unisce i suoni e le immagini della musica gotica con la melodia orecchiabile e lo stile accessibile della musica pop. Fra gli artisti associati al genere troviamo ad esempio i Pale Waves, Elisabeth Elektra e Kerli.
 I termini goth-pop e pop goth vengono anche usati per riferirsi a uno stile di outfit, ispirato alla moda gotica ma in una chiave più soft, leggera e accessibile, appunto, più "pop". Questo stile è stato reso popolare anche da artiste non goth come Lorde e Camila Cabello.

## Influenze
Il genere trae ispirazione dal post-punk e dalla new wave, movimenti musicali che hanno contribuito a plasmare il suono e l'estetica del gotico. La dark wave è un'altra influenza significativa, con le sue atmosfere cupe e i suoni sintetici.